# د. أ. ميلر
د. أ. ميلر (بالإنجليزية: D. A. Miller)‏ هو ناقد أدبي أمريكي، ولد في 22 يناير 1948.